# Taševo
Taševo (Servisch cyrillisch Ташево) is een plaats in de Servische gemeente Prijepolje. De plaats telt 2061 inwoners (2002).